# Chéri (Colette)
Pour les articles homonymes, voir Chéri.
Chéri est un roman de Colette, publié en 1920 par Arthème Fayard.
Le roman a connu de nombreuses rééditions, ainsi que plusieurs éditions illustrées (par Lobel-Riche en 1928, Courbouleix en 1941, Jeanniot en 1948, Grau Sala en 1952). Il est adapté pour le théâtre en 1921 puis pour le cinéma en 1950. C'est l'une des œuvres les plus célèbres de Colette.  

## Genèse
Esquissé avant la guerre dans quelques « contes » donnés au Matin en 1912, ce roman a d’abord été pensé comme une pièce de théâtre, vers 1919. Une publication pré-originale parait dans La Vie parisienne au premier semestre de 1920 et le roman est publié chez Fayard en juillet 1921.

## Résumé du roman
Léa de , une courtisane de près de cinquante ans, est la maîtresse de Fred Peloux, appelé Chéri. À mesure qu'elle éprouve le manque de conviction croissant de son jeune amant, Léa ressent, avec un émerveillement désenchanté et la lucidité de l'amertume, les moindres effets d'une passion qui sera la dernière. Pourtant il suffira à Chéri d'épouser la jeune et tendre Edmée pour comprendre que la rupture avec Léa ne va pas sans regrets.

## Commentaires
La peinture narquoise d'un certain milieu mondain, le scandale entourant la relation d'un jeune homme avec une femme plus âgée, l'analyse subtile de l'âme féminine, les charmes cruels de la séduction, l'humour un peu triste de la romancière ont fait de Chéri l'une des œuvres les plus attachantes et les plus célèbres de Colette.
Suzanne Derval, actrice et demi-mondaine, et amie de Colette, aurait inspiré le personnage de Léa,.
Le personnage de Chéri est inspiré du richissime Auguste-Olympe Hériot, ancien amant de Colette.
L'autrice a donné une suite à ce roman en 1926 dans La Fin de Chéri. 

## Adaptation du roman pour le théâtre en 1921
En juin 1919, Colette, directrice littéraire du journal Le Matin, contacte Léopold Marchand, figure marquante du théâtre entre les deux guerres, pour contribuer à une nouvelle rubrique dénommée Mille et un Matins. Colette l'invite dans sa demeure bretonne, près de Saint-Malo. En 1921, Léopold Marchand collabore avec Colette à l’adaptation théâtrale de Chéri une comédie en quatre actes. L'accueil du public est très chaleureux, et les critiques tout à fait favorables.
Le 26 février 1922, pour la 100e représentation de Chéri, Colette interprète le rôle de Léa.

### Mise en scène de la pièce en 1921
- Création : le 13 décembre 1921 au théâtre Michel à Paris
- Metteur en scène : Robert Clermont
- Costumes : Lucien Lelong

### Distribution en 1921
- Jeanne Rolly (Léa)
- Germaine de France (Edmée)
- Ellen Andrée (Mme Aldonza)
- Madeleine Guitty (baronne de la Berche)
- Jeanne Cheirel (Mme Peloux)
- Rachel Hofmann (Mlle Poussier)
- Marcelle Bailly (Rose)
- Yvonne Fursty (une femme de chambre)
- Pierre de Guingand (Chéri)
- Armand Bour (Masseau)
- Maurice Bénard (Desmond)
- Pierre Labry (Patron)
- Dorgeval (Hector).

## Reprise de la pièce en 1949
En 1948, Colette demande à Jean Marais de venir la voir au Palais-Royal où elle réside, car elle souhaiterait qu’il interprète le rôle-titre dans une reprise de la pièce qu’elle a tiré de son roman publié en 1920, Chéri. Jean Marais est troublé par cette proposition. En effet, s’il avait bien déjà joué, quelques années plus tôt, ce rôle, c’était pour une adaptation radiophonique avec Yvonne de Bray pour partenaire. L’expérience lui ayant alors beaucoup plu, il s’était confié, timidement, à Colette de son désir de jouer la pièce sur scène, mais reçut en retour une fin de non-recevoir de Colette qui avait toujours pensé que Marais n’était pas l’acteur pour le personnage de Chéri, lequel ne saurait être blond comme lui, mais brun, et qu’en plus à présent il avait largement dépassé l’âge du rôle. Marais balaya l’argument, lui disant qu’il n’aurait aucun mal à se teindre les cheveux, mais Colette lui rétorqua qu’il ne s’agissait pas uniquement d’une couleur de cheveux mais que c’était une question de nature. La réponse de la grande dame avait laissé Jean Marais sans voix.
Et voilà que des années plus tard, Colette revient le chercher. Marais est toujours blond, et de plus, âgé de 35 ans, il s’est encore plus éloigné de l’âge du rôle. Mais Colette insiste. Comment refuser un rôle qu’il a tant désiré interpréter ? Impossible. Marais, sans rancune, rend visite à Colette pour discuter du projet, et surtout lui rappeler ses anciennes réticences. Maligne, d’une voix tendre et autoritaire, elle lui répondit : « C’est moi qui ai écrit Chéri, je sais mieux que personne qui est Chéri : c’est toi. »
En 1949, dans Le Fanal bleu, Colette s’explique : « Jean Marais jouer Chéri, Pourquoi non ? Dans la pensée de son auteur, Chéri n’eut jamais de traits communs avec un pâle Lorenzaccio […]  Le plus difficile pour Jean Marais, s’il joue Chéri, ce sera d’abdiquer passagèrement sa foncière pureté. » Et dans une interview au Figaro du 20 octobre 1948, elle admet qu’il « renâclait devant le rôle de Chéri comme un cheval devant un serpent » mais affirme que, plus clairvoyante que lui-même, elle lui avait « promis un triomphe ».
Le fil dramatique de la pièce est le suivant : alors que Fred Peloux s’éloigne peu à peu de Léa, une courtisane frisant la cinquantaine, celle-ci recueille avec ferveur les derniers feux d’une passion qu’elle croit être la dernière. Mais quand son amant finit par épouser l’insignifiante Edmée, c’est lui qui prend la dimension de cet amour perdu qu’il regrette amèrement. Outre une peinture narquoise des milieux mondains essentiellement représentés ici par Fred, le récit de Colette est une subtile et mélancolique analyse de l’âme féminine.
Finalement flatté, Marais accepta, se mit au travail. Jean Wall assura la mise en scène, chez André Brûlé, directeur du théâtre de la Madeleine. Le rôle de Léa attirait les meilleures actrices de l'époque, et cette fois, ce fut Valentine Tessier qui décrocha l’interprétation. Comme prévu, la pièce fut un triomphe à la Madeleine. Mais si le succès public fut énorme, en revanche, la critique s’accorda à saluer le talent de Valentine Tessier, tandis que les éloges furent plus nuancés pour Jean Marais, le toujours mal-aimé à cette époque par la critique. Cette dernière reconnut toutefois qu’il avait « fait des progrès ». La remarque agaça profondément Marais qui reconnut que s’il ne se retrouvait guère dans le personnage de Fred Peloux, c’était pour la raison suivante  : « Si je le rencontrais dans la vie, je ne le fréquenterais pas », aimait-il à dire. Et d’ajouter en guise d’explication : « C’est un oisif, et les paresseux m’ennuient. »,

### Mise en scène de la pièce en 1949
Première représentation de la reprise dans une version un peu remaniée de Chéri pièce en trois actes et quatre tableaux tirée du roman de Colette par Colette et Léopold Marchand en présence du président de la République, Vincent Auriol. — Soirée donnée au bénéfice des veuves et orphelins de l’Organisation de résistance de l’armée.
- Création  le 29 octobre 1949 au  Théâtre de la Madeleine à Paris
- Metteur en scène : Jean Wall
- Robes et chapeaux  de Jeanne Lanvin
- Costumes de Lanvin-Tailleur
- Décors exécutés par Deshays, d’après les maquettes de Jansen
- Arrangement scénique de Willy Remon et Jacques Damiot

### Distribution en 1949
- Valentine Tessier : Léa de Lonval
- Jean Marais : Fred Peloux dit Chéri
- Maurice Flandre :  Maître d'hôtel
- Roland Bailly :  Patron
- Maurice Varny : Masseau
- Coutran-Lambert : Rose
- Jean Marconi : Desmond
- Betty Daussmond : Mme Peloux
- Jane Moret : La Baronne
- Marfa Dhervilly : Aldonza
- Rachel Hofman : Poussier
- Simone Flers : Henriette
- Juliette Faber :  Edmée

## Reprise de la pièce en 1982
La pièce sera reprise en 1982-83 au Théâtre des Variétés, à Paris, dans une mise en scène de Jean-Laurent Cochet avec Michèle Morgan (Léa de Lonval), Jean-Pierre Bouvier (Chéri, Fred Peloux), Philippe Dehesdin (Hector), Pierre Danny (Patron), Jean Weber (Jean-Gabriel Masseau), Germaine Delbat (Rose), Philippe Lavot (Le Vicomte Desmond), Odette Laure (Charlotte Peloux), Jackie Sardou (Madame Aldonza), Jacqueline Doyen (La Baronne Camille de la Berche), Gladys Gould (Mademoiselle Poussier), Jane-Val (Henriette), Sophie de Preneuf (Edmée), Constance de Saint-Aignan (Ermérancie).
La pièce sera présentée à la télévision en 1984.

## Adaptations cinématographiques
- 1950 : Chéri, film français réalisé par Pierre Billon, adapté du roman par Pierre Laroche, dialogues de Colette - avec Marcelle Chantal (Léa de Lonval), Jean Desailly (Chéri), Jane Marken (Charlotte Peloux), Yvonne de Bray (la Copine), Suzanne Dantès (Marie-Laure), Marcelle Derrien (Edmée), Made Siamé (Rose)
- 1962 : Chéri téléfilm de François Chatel avec Jean claude Brialy (Chéri), Madeleine Robinson (Léa), Denise Grey (Charlotte), Brigitte Barbier (Edmée), Mary Marquet (La Baronne),
- 1984 : Chéri téléfilm de Yves André Hubert, mise en scène de Jean Laurent Cochet
- 2009 : Chéri, film franco-germano-britannique réalisé par Stephen Frears, avec Michelle Pfeiffer (Léa de Lonval), Rupert Friend (Chéri) et Kathy Bates (Charlotte Peloux)